# Marian Galant
Marian Galant (ur. 8 stycznia 1955 w Węglińcu, zm. 26 lipca 2019 w Łodzi) – polski piłkarz występujący na pozycji obrońcy, zawodnik m.in. ŁKS Łódź, trener.

## Przebieg kariery
Galant przygodę ze sportem rozpoczął od trenowania lekkoatletyki w rodzinnym Węglińcu. Jego brat był reprezentantem kraju w biegach przez płotki. Piłki nożnej Marian uczył się w klubie GKS Węgliniec. W kolejnych latach występował w zespołach BKS Bolesławiec, Zagłębia Wałbrzych, a od 1975 ŁKS Łódź. W ekstraklasie wystąpił w barwach tych dwóch ostatnich klubów w 234 spotkaniach, w których zdobył 18 bramek. Karierę zakończył we Włókniarzu Pabianice. Rozegrał też wiele spotkań w juniorskiej i młodzieżowej reprezentacji Polski.
W 1998 jako członek drużyny oldbojów ŁKS zdobył mistrzostwo Polski. Przez wiele lat pracował jako trener, szkolił łódzkie zespoły Startu i Włókniarza, a także Górnika Łęczyca. W Łódzkim Klubie Sportowym zajmował się grupami młodzieżowymi. Jego wychowankami byli Adam Marciniak i Rafał Kujawa. Zajęcia z młodzieżą prowadził też w łódzkim MOSiR i Akademii Młodych Orłów.
Zmarł w wieku 64 lat. Pochowano go na cmentarzu na Zarzewie.